# Un amore e mille matrimoni
Un amore e mille matrimoni (Love Wedding Repeat) è un film del 2020 diretto da Dean Craig al suo esordio alla regia.
La pellicola è il remake del film francese Se sposti un posto a tavola (2012), diretto da Christelle Raynal.

## Trama
I tentativi di Jack di assicurarsi che la sorella abbia un matrimonio perfetto vengono messi a dura prova dagli invitati, ognuno con un pesante bagaglio di rancori e disavventure amorose.

## Produzione

### Sviluppo
Nell'aprile del 2019 il film è stato annunciato con Sam Claflin, Olivia Munn, Freida Pinto ed Eleanor Tomlinson nel cast. Il mese successivo Netflix ha acquistato i diritti di distribuzione del film.

### Riprese
Le riprese principali sono cominciate a Roma il 6 maggio 2019.

## Promozione
Il primo trailer del film è stato distribuito il 1º aprile 2020.

## Distribuzione
Un amore e mille matrimoni è stato reso disponibile sulla piattaforma Netflix il 10 aprile 2020.